# Cachoeiras de Macacu
Cachoeiras de Macacu – miasto i gmina w Brazylii, w stanie Rio de Janeiro. Znajduje się w mezoregionie Metropolitana do Rio de Janeiro i mikroregionie Macacu-Caceribu.